# Klaus Beyer (Mathematiker)
Klaus Hugo Beyer (* 26. April 1939 in Leipzig; † 13. April 2025) war ein deutscher Mathematiker und Hochschullehrer, der sich mit Teilgebieten der Analysis beschäftigte.

## Leben und Wirken
Klaus Beyer besuchte von 1945 bis 1953 die Grundschule und anschließend die Oberschule in Leipzig und legte 1957 das Abitur ab. Anschließend arbeitete er ein Jahr als Transportarbeiter im VEB Buchbindereimaschinenwerk Leipzig.
1958 bis 1963 studierte er Mathematik an der Karl-Marx-Universität Leipzig und schloss 1963 als Diplom-Mathematiker ab. Anschließend war er wissenschaftlicher Assistent an der Universität Leipzig und wurde 1966 bei Herbert Beckert und Paul Günther zum Dr. rer. nat. promoviert. 1968 wurde er Oberassistent, 1969 erlangte er die Facultas Docendi und 1970 wurde er zum Dozenten berufen. 1971 erwarb er die Promotion B zum Dr. sc. nat. Von 1976 bis 1987 war er Professor für Numerische Mathematik an der Universität Rostock. 1987 wurde er als ordentlicher Professor für Analysis an die Universität Leipzig berufen. Dort war er bis 1991 Leiter des Wissenschaftsbereiches Analysis und 1990 bis 1992 Direktor der Sektion Mathematik. 1991 wurde seine Promotion B durch den Senat der Universität Leipzig in den akademischen Grad Dr. rer. nat. habil. und 1992 seine Professur in eine C4-Professor für Angewandte Mathematik umgewandelt. 2004 wurde er emeritiert.
Klaus Beyer wurde 1988 zum Mitglied der Sächsischen Akademie der Wissenschaften zu Leipzig gewählt. Von 1994 bis 2000 war er Sekretär der Mathematisch-Naturwissenschaftlichen Klasse.
Klaus Beyer beschäftigte sich unter anderem mit Partiellen Differentialgleichung, vor allem mit Randwert- und Anfangswertproblemen, mit Problemen der Strömungsmechanik und mit nichtlinearer Fourier-Analysis.

## Schriften
- Existenzbeweis für ein Randwertproblem mit freiem Rand. Dissertation. Universität Leipzig 1966.
- Existenzbeweis für permanente Schwerewellen einer wirbelhaften Flüssigkeit längs eines Kanals. Dissertation zur Promotion B. Universität Leipzig 1971.
- mit Paul Günther, Siegfried Gottwald, Volkmar Wünsch: Grundkurs Analysis. 4 Bände. Herausgegeben von Paul Günther. Teubner, Leipzig 1972–1974, DNB 540199818.
- Zum Anfangswertproblem für Kapillar-Schwerewellen (= Sitzungsberichte der Sächsischen Akademie der Wissenschaften zu Leipzig, Mathematisch-Naturwissenschaftliche Klasse. Band 126, Heft 1). Hirzel, Stuttgart 1997, ISBN 978-3-7776-0754-2.
- mit Matthias Günther: Stability of free boundary flows. A geometric approach. Zentrum für Höhere Studien der Universität Leipzig, Leipzig 1999.
- mit Dieter Scholz (Hrsg.): Landschaft – Theorie, Praxis und Planung. Günter Haase zum 65. Geburtstag (= Abhandlungen der Sächsischen Akademie der Wissenschaften zu Leipzig. Band 59, Heft 2). Hirzel, Stuttgart/Leipzig 2000, ISBN 978-3-7776-0993-5.
- Wirkung, Krümmung und Stabilität (= Sitzungsberichte der Sächsischen Akademie der Wissenschaften zu Leipzig, Mathematisch-Naturwissenschaftliche Klasse. Band 128, Heft 3). Hirzel, Stuttgart 2001, ISBN 978-3-7776-1123-5.
- (Hrsg.): Angewandte Analysis in Leipzig von 1922 bis 1985. In memoriam Herbert Beckert (= Abhandlungen der Sächsischen Akademie der Wissenschaften zu Leipzig, Mathematisch-Naturwissenschaftliche Klasse. Band 64, Heft 3). Hirzel, Stuttgart/Leipzig 2007, ISBN 978-3-7776-1489-2.